# Comunità montana Alto Canavese
La Comunità montana Alto Canavese era un comprensorio montano che raccoglieva 11 comuni della provincia di Torino nella zona del Canavese.

## Storia
La comunità montana si trovava nella fascia pedemontana a sud della Valle dell'Orco e ad est delle Valli di Lanzo.
Il suo scopo principale è stato quello di favorire lo sviluppo dei comuni coinvolti nella salvaguardia del patrimonio ambientale e culturale proprio.
In particolare la comunità montana si interessava della salvaguardia dei beni architettonici particolarmente numerosi nel Canavese; tra questi sono da segnalare i castelli e i siti archeologici.
La sede della Comunità montana si trovava a Rivara.
L'ente è stato soppresso, insieme alle altre comunità montane del Piemonte, con la Legge regionale 28 settembre 2012, n. 11.